# Монгольское плато

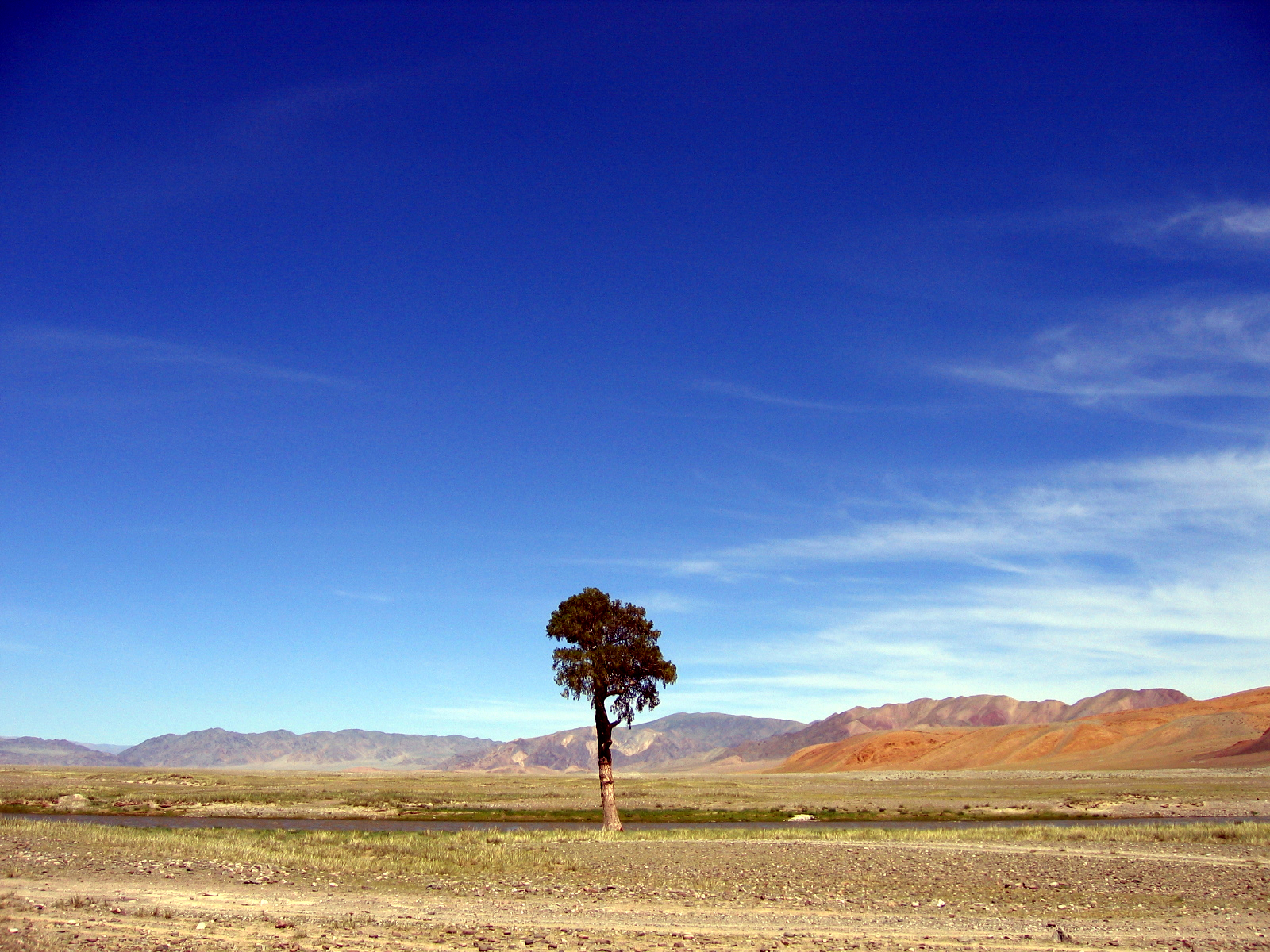
Степной ландшафт Западной Монголии

Монгольское плато — обширное плато на востоке Центральной Азии размерами около 2500 на 700 км. Занимает площадь около 2,6 млн км² (в том числе китайская часть около 1,4 млн км²). Разделено пустыней Гоби на две части — северная часть расположена в Монголии, а южная — в китайском автономном регионе Внутренняя Монголия.

## География
С северо-запада плато ограничивают горы Алтая, Танну-Ола и Саяны, с севера — нагорье Хэнтэй, с востока — хребет Большой Хинган, с юга — Таримская впадина, а с запада — джунгарские бассейны Синьцзян-Уйгурский автономного района.
Высота плато варьируется от 915 до 1525 м. На восток и юг от Улан-Батора в сторону границы с Китаем высота Монгольского плато постепенно понижается. Высочайшая точка — гора Мунх-Хайрхан (4231 м) — расположена в хребте Монгольского Алтая. По западной части плато тянется хребет Гобийский Алтай.
Сухой континентальный климат Монгольского плато обуславливает малое количество осадков — 200 мм в год. Температура меняется с широких пределах. В Улан-Баторе, например, средняя температура января составляет −26 °C, а июля — +17 °C.
По плато протекают реки Селенга и Керулен. Только на китайской части плато расположено более 220 солёных озёр.

## Население и экономика
Северные районы плато заселены преимущественно монголами, на самом западе — казахами. Население Внутренней Монголии на 4/5 состоит из китайцев (хань). Земли плато относительно слабо экономически развиты.
Плато представляет собой сухую степь, поросшую короткой травой; развито кочевое скотоводство (овцы, козы, коровы, лошади и верблюды). Ведение сельского хозяйства ограничено климатическими условиями; выращиваются пшеница, овёс и др. злаки и овощи. На орошаемых районах Внутренней Монголии возделываются сахарная свёкла и масличное семя. На монгольской части плато добывается уголь (Сайн-Шан), в китайской — уголь и железная руда (Баотоу). Кроме того, имеется медь, молибден, плавиковый шпат, уран, золото, серебро и др. минералы.
Завершённая в 1955 году Трансмонгольская железная дорога соединяет Улан-Батор, расположенный на севере плато, с российским городом Улан-Удэ и китайским Эрэн-Хото.